# Markthalle (Labruguière)

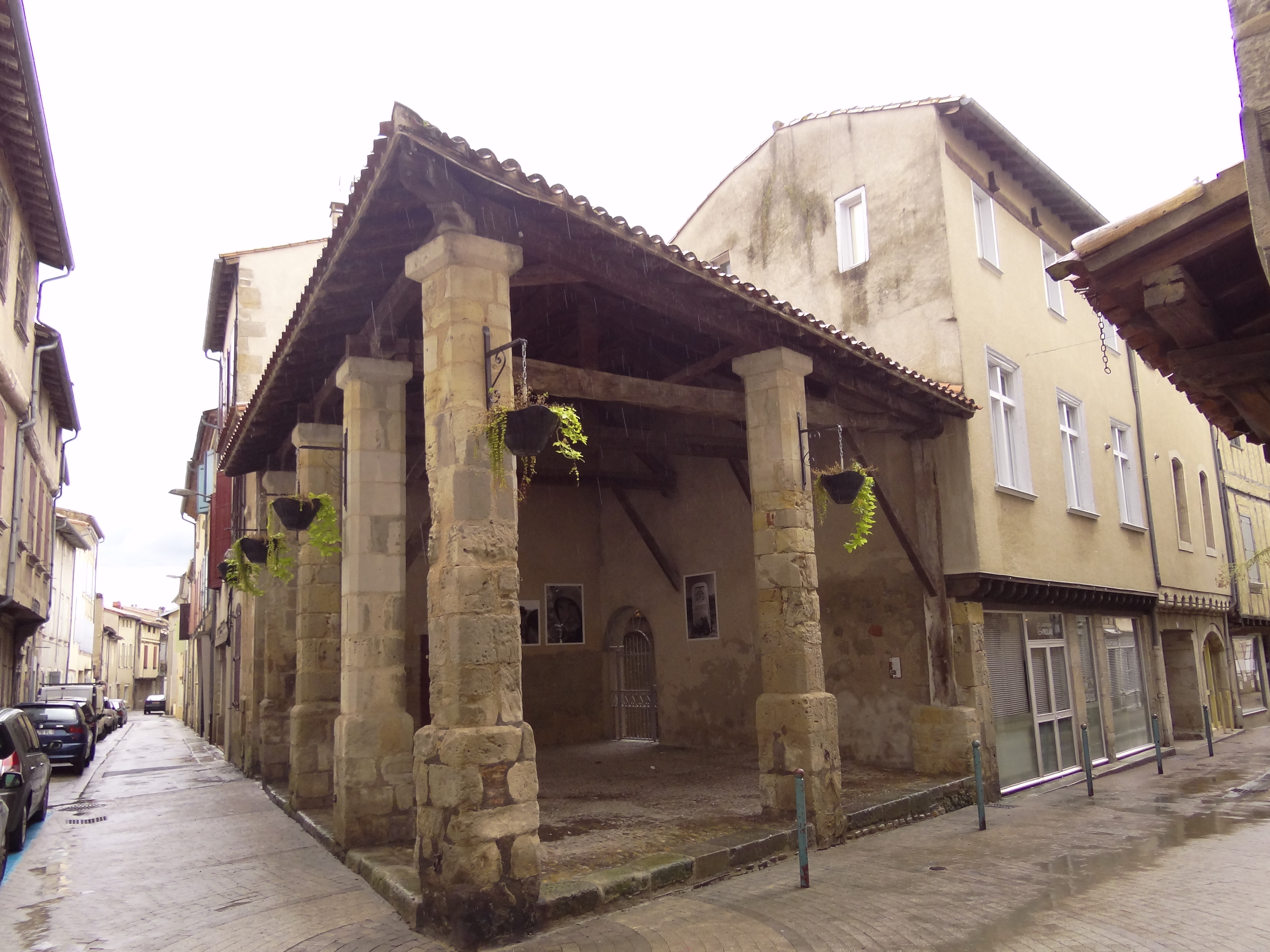
Markthalle in Labruguière

Die Markthalle in Labruguière, einer französischen Gemeinde im Département Tarn in der Region Okzitanien, wurde 1266 errichtet. Die Markthalle steht seit 1977 als Monument historique auf der Liste der Baudenkmäler in Frankreich.
Der Comte de Lautrec erteilte den Bewohnern der Stadt Labruguière das Recht auf einem definierten Platz Handel zu treiben. Ein Teil der Markthalle des 13. Jahrhunderts, die früher größer war, wurde beim Bau der angrenzenden Häuser wiederverwendet. Die heutige Halle besteht aus fünf Pfeilern und der hölzernen Dachkonstruktion an der Kreuzung der Straßen Rue des Lombards und Rue Jean Jaurès.